# Estação Mirabeau
Mirabeau é uma estação da Linha 10 do Metrô de Paris, localizada no 16.º arrondissement de Paris.

## Situação
A estação, orientada ao longo do eixo nordeste/sudoeste, está situada no início da rue Mirabeau, entre a place de Barcelone e a rue Wilhem. Ela marca o extremo leste do circuito de Auteuil e está situada entre as estações Chardon-Lagache e Javel - André Citroën.

## História
A estação foi aberta em 30 de setembro de 1913 com o lançamento da primeira extensão da linha 8 de Beaugrenelle (hoje Charles Michels) para Porte d'Auteuil.
Ela deve seu nome à sua localização na rue Mirabeau, que presta homenagem a Honoré Gabriel Riqueti dito Conde de Mirabeau (1749-1791), político francês e figura da Revolução, mantendo-se o primeiro símbolo da eloquência parlamentar na França. Quando ele morreu, ele se tornou o primeiro ocupante do Panteão, do qual foi excluído três anos e meio depois da descoberta de suas relações secretas com a realeza.
Durante a noite de 26 a 27 de julho de 1937, a estação foi transferida para a linha 10 após o redesenho das linhas 8, 10 e da linha antiga 14. O serviço entre Porte d'Auteuil e Jussieu foi prestado apenas dois dias depois, em 29 de julho, inicialmente limitado a La Motte-Picquet - Grenelle a leste.
Como parte do programa “Renovação do Metrô” da RATP, os corredores da estação e parte da plataforma foram reformados em 15 de setembro de 2004.
Em 2011, 1 387 272 passageiros entraram nesta estação. Ela viu entrar 1 420 987 passageiros em 2013, o que a coloca na 281a posição das estações de metrô por sua frequência em 302.

## Serviços aos passageiros

### Acessos
A estação possui dois acessos divididos em três entradas de metrô compostos por escadas fixas:
- O acesso 1 “Avenue de Versailles”, entrada principal adornada com uma edícula Guimard, objeto de uma inscrição ao título dos monumentos históricos,[6] levando à place de Barcelone, na esquina da avenue Versalhes e rua Mirabeau, à direita do no 1 deste último;
- O acesso 2 "Rue Mirabeau" que consistem de duas balaustradas tipo escada Dervaux dispostos costas com costas, deitada de costas, respectivamente, nos números 3 e 5 desta rua, a segunda decorada com um candelabro Val d'Osne.

### Plataforma

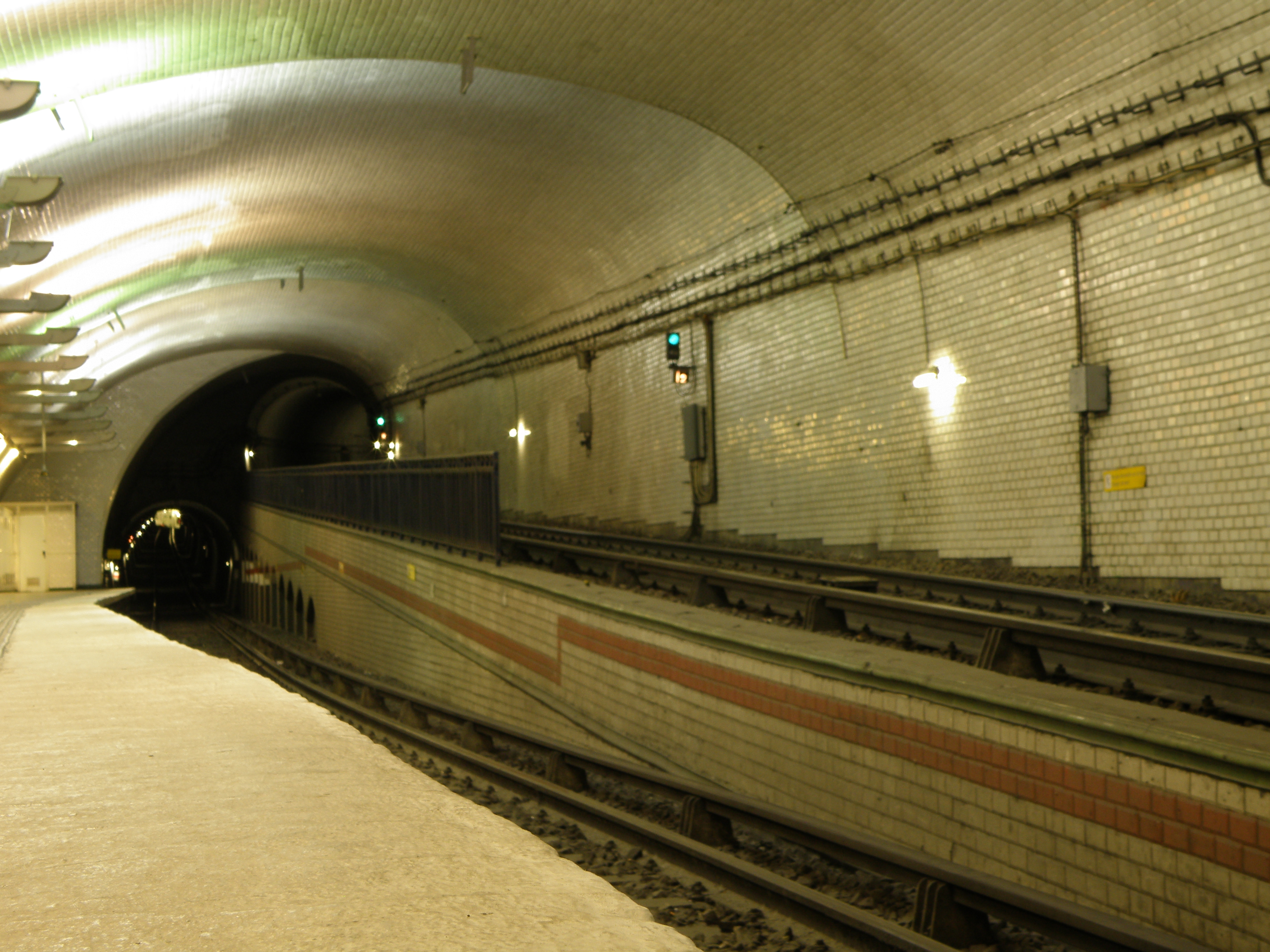
Rampa para Église d'Auteuil

Mirabeau é uma estação de configuração específica por mais de um título: ela possui uma plataforma lateral única que é servida apenas pelos trens na direção de Gare d'Austerlitz. Apesar da ausência de uma parada na direção oposta, ela é atravessada pela rampa em direção a Église d'Auteuil da via em direção a Boulogne - Pont de Saint-Cloud, que separa imediatamente depois em direção a Austerlitz por um túnel cavado na proximidade imediata com a abóbada. O perfil muito particular da estação, que fica em frente à encosta íngreme da via na direção de Boulogne, é devido à grande profundidade da linha após a travessia do Sena e ao fato de que, para chegar à estação próxima Église d'Auteuil, a via deve contornar as fundações da igreja.
As outras características da estação são relativamente clássicas com exceção da iluminação, fornecida pelos projetores que difundem uma luz indireta no pé-direito no lado da plataforma e na abóbada elíptica, que são recobertos com as tradicionais telhas em cerâmica brancas biseladas assim como os tímpanos e o final do corredor de acesso a esta plataforma. Presente apenas no lado da plataforma, os quadros publicitários são em cerâmicas brancas e o nome da estação está inscrito em fonte Parisine em placas esmaltadas. Os assentos são do estilo Motte de cor azul.

### Intermodalidade
A estação é servida pelas linhas 22, 62 e 72 da rede de ônibus RATP. Além disso, é servido à noite pelas linhas N12 e N61 da rede de ônibus Noctilien.